# Йоган Адам Гіллер
Йоган Адам Гіллер (нім. Johann Adam Hiller; 25 грудня 1728 — 16 червня 1804) — німецький композитор, диригент і музичний автор, який вважається творцем зингшпіля, ранньої форми німецької опери. В багатьох зі своїх опер він співпрацював з поетом Крістіаном Феліксом Вайсе як автором лібрето.
Як викладач, Гіллер заохочував музичну освіту для жінок. Серед його учениць були Елізабет Мара та Корона Шретер. Він був капельмейстером театральної трупи Абеля Зейлера і став першим капельмейстером Лейпцизького оркестру Гевандгаузу.

## Біографія
Йоган Гіллер народився у 1728 році в саксонському місті Герліці. Його батьками були вчитель і судовий писар Йоган Крістоф Гіллер та його дружина, уроджена Шикетанц, з Дрездену.
Після смерті свого батька в 1734 році Гіллер був залежним від благодійності друзів. Він походив із музичної родини, а також вивчав основи музики у шкільного вчителя у своєму рідному місті Вендіш-Оссіг. З 1740 по 1745 рік він був учнем гімназії в Герліці, де його прекрасний голос сопрано приніс йому безкоштовне навчання. У 1746 році він відправився вчитися в знамениту Кройцшуле в Дрездені. Там він брав уроки клавіатури та бас-континуо у Готфріда Августа Гоміліуса.
У 1751 році Гіллер вступив до Лейпцизького університету, щоб вивчати право. Під час навчання заробляв на життя, даючи уроки музики, а також виступами на концертах як на флейті, так і співаком. Гіллер поринув у насичене музичне життя міста і поступово прийняв музику як свою єдину професію. Він брав активну участь у Великому концерті (Großes Concert), який був провідним концертним заходом у Лейпцигу.
В той час він написав декілька симфоній, церковних кантат і арій, а також фрагмент зингшпіля під назвою «Оракл». Гіллер також опублікував есе про Мімезис природи в музиці (нім. Abhandlung über die Nachahmung der Natur in der Musik) у 1754 році. Того ж року він отримав свою першу перерву у музичній кар'єрі, коли став управителем і вихователем сина графа Брюля в Дрездені. Він супроводжував графа до Лейпцига в 1758 році. Він залишався на цій посаді до 1760 року, коли проблеми зі здоров'ям (депресія) змусили його піти у відставку. Саме під час перебування там у нього виникла ідея відродити деякі абонементні концерти. Ця спроба зрештою призвела до заснування Лейпцизького гевандхгузу, першим диригентом якого був Гіллер.
Повернувшись у Лейпциг, Гіллер став директором Великого концерту, і займав цю посаду до 1771 року. Того ж року він заснував школу співу. Через чотири роки Гіллер заснував власне концертне товариство відоме як Musikübende Gesellschaft. У своїй лейпцизькій школі він навчав молодих музикантів співу та грі на інструментах. Двома з його найвідоміших учениць були Корона Шрьотер та Гертруда Мара, уроджена Шмелінг. Обидві стали визначними співачками. Він також навчав органіста та композитора Даніеля Готлоба Тюрка. У 1778 році Гіллер був призначений музичним директором Паулінеркірхе, церкви Лейпцизького університету. У той час він також організовував духовні концерти на Великий піст.
Гіллерові приписують роль засновника зингшпіля, початку німецької комедійної опери, відмінної від французьких та італійських розробок. Найважливішими з його опер були: Лотті при дворі (нім. Lottchen am Hofe, 1760), Диявол на волі (нім. Der Teufel ist los, 1768) і Poltis, або Врятована Троя (нім. Poltis, oder Das gerettete Troja, 1782). Тексти всіх його пісень мали значну музичну цінність і були популярними протягом тривалого часу. Серед його духовних композицій: Кантата про пристрасті, Траурна музика на честь Хассе, музика до сотого псалма і кілька симфоній.
У 1780-х роках він з більшою охотою обіймав нові посади. У 1781 році став диригентом концертів Гевандгауза. У тому ж році він відвідав двір герцога Курляндського в Мітаві. Ця подорож завершилася призначенням Гіллера капельмейстером чотири роки потому. На додаток до своїх посад у Гавендгаузі і Паулінкірхе (нім. Paulinerk), у 1783 році він також став музичним директором Нойкірхе (нім. Neukirche), що зробило його найвищим авторитетом у галузі музики в Лейпцизі. Однак, вступивши на нову роботу у Мітаві в 1785 році, він залишив усі свої посади в Лейпцизі. Через нестабільну політичну ситуацію при дворі Курляндії, яку на той час анексувала Російська імперія, він подав у відставку вже через рік.
Оскільки він більше не мав жодної роботи в Лейпцигу, йому довелося організовувати концерти, щоб заробити собі на життя, але, на щастя, він зміг забезпечити собі посаду музичного директора міста Бреслау в 1787 році. Він провів два роки в Бреслау і повернувся до Лейпцигу в 1789 році, щоб стати кантором Томаскірхе, диригуючи там церковним хором. До нього раніше цю посаду займав Йоган Себастьян Бах. Гіллер обіймав цю посаду до 1801 року, коли пішов у відставку через вік.
Він помер у Лейпцизі в 1804 році у віці 75 років. Похований у лейпцизькій церкві Святого Томи.

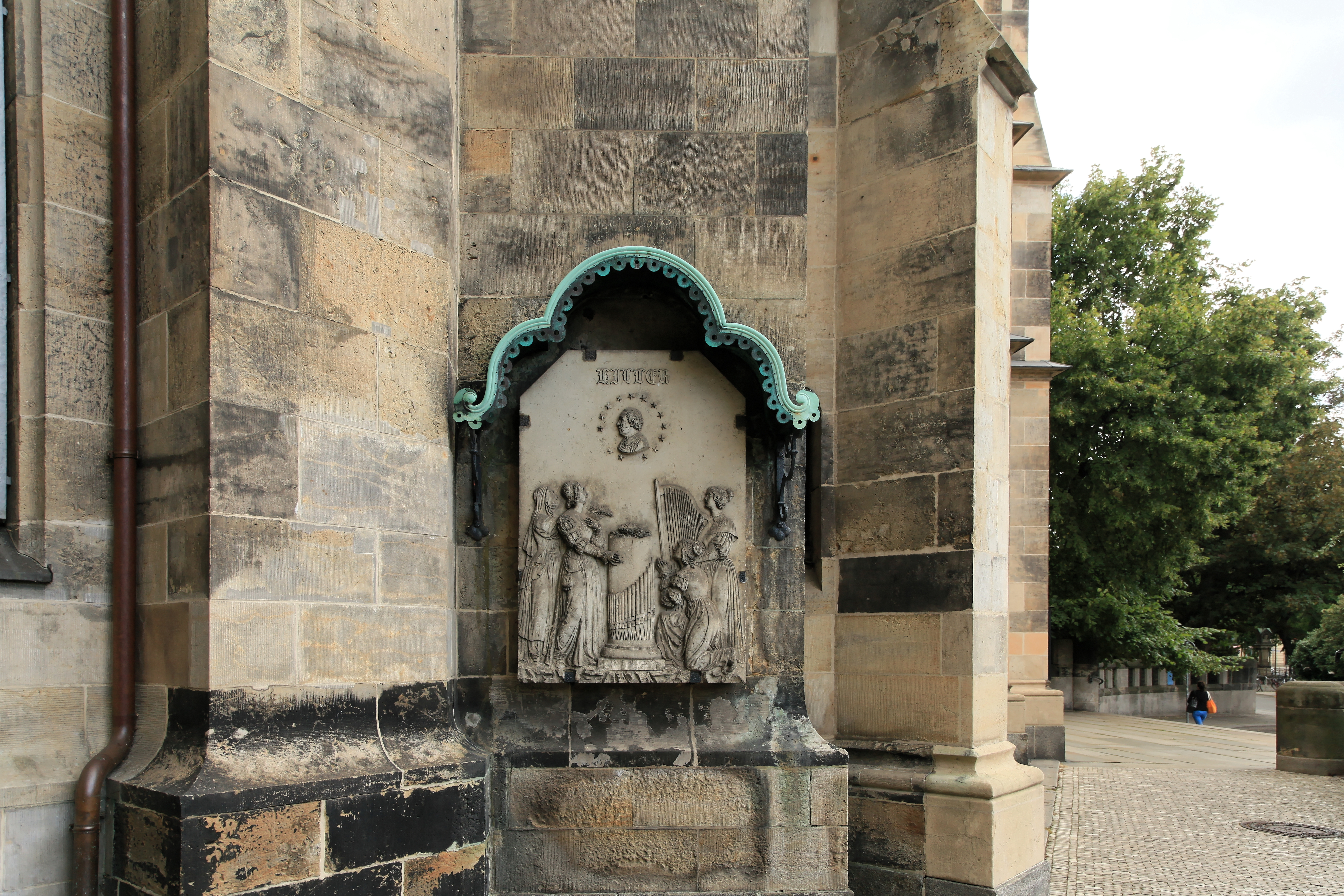
Могила Гіллера у церкві Святого Томи

Крім того, Гіллер провів помітну роботу як редактор і видавець творчості інших композиторів, багато писав на музичні теми. Він був одним із найважливіших німецьких музикантів і письменників XVIII століття. Гіллер був батьком композитора Фрідріха Адама Гіллера (бл. 1767—1812), але не був родичем музиканта Фердинанда Гіллера.

## Родина
Гіллер був одружений з Крістіаною Елеонорою Гестевіц, сестрою деригента Фрідріха Крістофа Гестевіца. Подружжя Гіллерів мало трьох синів і трьох дочок. Їх син Фрідріх Адам Гіллер (1767–1812) також став композитором.

## Твори

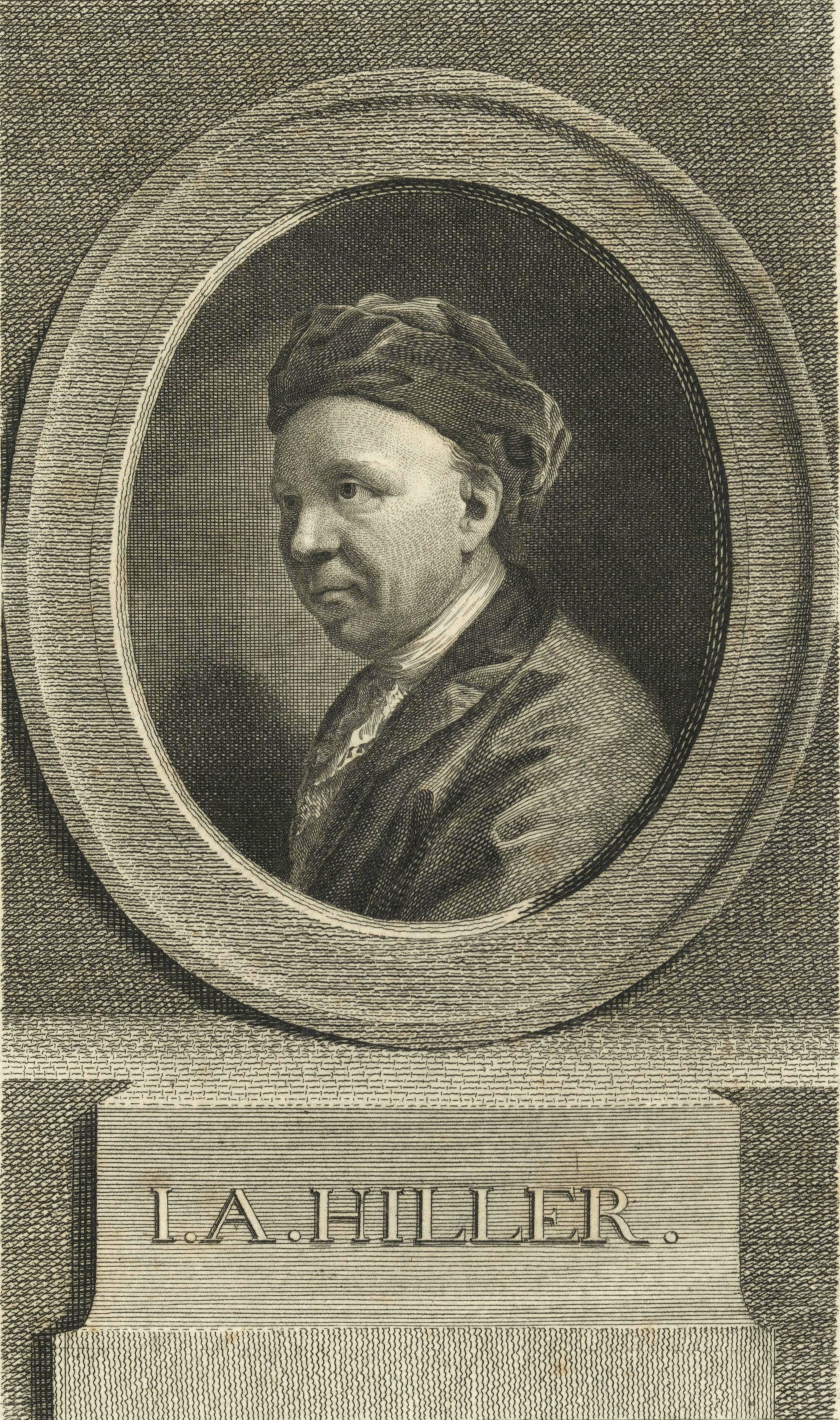
Композитор Йоган Гіллер

### Навчальні твори
- Щотижневі музичні новини та нотатки. 4 томи. Лейпциг 1766–1770. Перевидання: Гільдесгайм 1970.
- Вказівки щодо музично правильного співу. Лейпциг 1774, 2-е видання 1798.
- Вказівки до музичного, ніжного співу. Лейпциг 1780. Перевидання: Лейпциг 1976.
- Про музику та її вплив. Лейпциг 1781. Передрук: Лейпциг 1974.
- Біографії відомих музикознавців і музикантів останнього часу. Leipzig 1784. Передрук: Видавництво Петерс (1979).
- Фрагменти з «Месії» Генделя. На додаток до роздумів про виконання співочих композицій Генделя , Лейпциг (1787).
- Коротка і спрощена інструкція співу для шкіл міст і сіл. Лейпциг 1792.
- Вказівки гри на скрипці, для шкіл і для самонавчання разом з коротким лексиконом іноземних слів і термінів у музиці. Лейпциг (?) 1792.

### Опери
Йоганн Адам Гіллер поклав на музику серію зингшпілей, всі вони засновані на лібрето Крістіана Фелікса Вайсе та вважаються попередниками німецької опери-п’єси:
- Оракул (1753). Текст: Крістіан Фюрхтеготт Геллерт
- Частина I: Диявол на волі (1766)
- Частина II: Кумедний швець (1766)
- Лізуарт і Даріолетта (1767)
- Лотхен при дворі (1767)
- Кохання на селі (1768)
- Полювання (1770)
- Село Бальб'єр (1771)
- Ärndtekrantz (1771)
- Війна (1772)
- Ювілейне весілля (1773)
- Полтіс або врятована Троя (1773)
- Могила муфтія або два скнари (1779)

Він також писав пісні, кантати та іншу церковну музику.
- Три мелодії для Ми всі віримо в одного Бога; дві нових і стара, вдосконалені Йоганом Адамом Гіллером. Адам Фрідріх Бьоме, Лейпциг 1790.

### Редакції
- Чотириголосні мотети й арії в 6 томах, Лейпциг, (1776–1791).
- Te Deum Laudamus Георга Фрідріха Генделя для святкування миру в Утрехті, раніше складені англійською мовою, а тепер із добре відомим латинським текстом, опубліковані Йоганом Адамом Гіллером. Лейпціг, 1 IX. (1780).

## Літературні твори
Основний внесок Гіллера в цій сфері включає «Wöchentliche Nachrichten», музичний журнал, в якому він публікував рецензії на виступи, нові музичні твори та есе на різні теми, пов'язані з музикою. З його статей у цьому журналі стає зрозуміло, що Гіллер був відкритий до нових течій у музиці, і що він віддавав перевагу Йогану Гассе над Йоганом Бахом і  Крістофом Глюком. Твори Гіллера з естетичних питань включають Трактат про наслідування природи в музиці (нім. Abhandlung über die Nachahmung der Natur in der Musik (1754) та нім. Über die Musik und deren Wirkungen (1781), що є перекладом із «Спостережень над музикою» Мішеля Поля Гі де Шабанона.

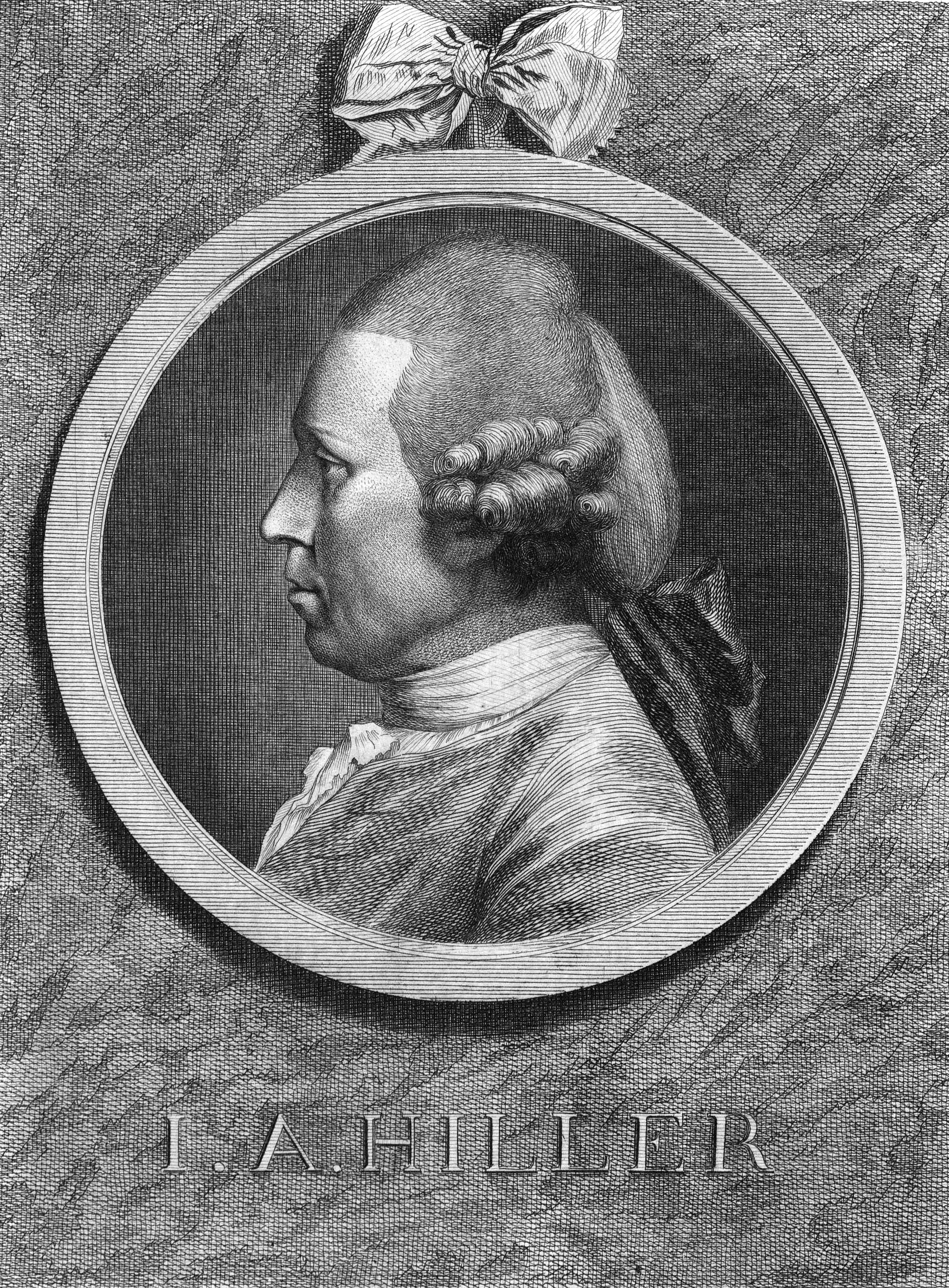
Композитор Йоган Гіллер, 1775 рік

Як історик Гіллер опублікував серію анекдотів і біографій «Анекдоти про життя великих правителів і відомих державних діячів» (нім. «Anecdoten zur Lebensgeschichte großer Regenten und berühmter Staatsmänner»), «Біографії відомих музикознавців і співаків останнього часу» (нім. «Lebensbeschreibungen berühmter Musikgelehrten und Tonkünstler neuerer Zeit») і «Біографії відомих музикознавців і хужожників останнього часу» нім. «Lebensbeschreibungen berühmter Musikgelehrten und Tonkünstler neuerer Zeit».
Більшість його робіт стосується педагогіки. У цих публікаціях Гіллер представляє себе як висококомпетентного вчителя, який вважав знання музики невід’ємною частиною освіти для кожної людини.

### Публікації Гіллера
- «Трактат про наслідування природи в музиці» у Фрідріха Вільгельма Марпурга: Історико-критичний внесок у запис музики, том. 1 (Берлін, 1754)
- «Анекдоти про життя великих правителів і відомих державних діячів» (Лейпциг, 1766–72)
- Як редактор: «Щотижневі новини та нотатки про музику» (Лейпциг, 1766–70)
- «Інструкція з мистецтва співу німецькою та італійською мовами» (Франкфурт і Лейпциг, 1773)
- «Музичний посібник для любителів співу та фортепіано» (Лейпциг, 1773)
- «Інструкція музично правильного співу» (Лейпциг, 1774, доповнено 1798)
- «Приклад книги інструкцій для співу» (Лейпциг, 1774)
- «Інструкція для музичного тонкого співу» (Лейпциг, 1780)
- «Біографії відомих сучасних музикантів і художників» (Лейпциг, 1784). Включає автобіографію.
- «Про Метастазіо та його твори» (Лейпциг, 1786)
- «Новини про виставу «Месії» Генделя в Кафедральній церкві Берліна 19 травня 1786 року» (Берлін, 1786)
- «Фрагменти з «Месії» Генделя разом із роздумами про виконання співочих творів Генделя» (Лейпциг, 1787)
- «Про старе і нове в музиці» (Лейпциг, 1787)
- «Що таке справжня церковна музика?» (Лейпциг, 1789)
- У співавторстві з Я.А. Гассе: «Внесок у справжню церковну музику» (Лейпциг, 1791)
- «Коротка і спрощена інструкція співу» (Лейпциг, 1792)
- «Вказівки гри на скрипці для шкіл і для самонавчання» (Лейпциг, 1792)
- «Спогади проти мелодійного регістру в конкордансі маленької пісні Фрейє» (Лейпциг, 1798)